# Musikjahr 1706
Liste der Musikjahre

◄◄ | ◄ | 1702 | 1703 | 1704 | 1705 | Musikjahr 1706 | 1707 | 1708 | 1709 | 1710 | ► | ►►

Weitere Ereignisse
Dieser Artikel behandelt das Musikjahr 1706.

## Ereignisse
- 26. April: Alessandro Scarlatti wird gemeinsam mit Bernardo Pasquini und Arcangelo Corelli unter dem Pseudonym „Terpandro Politeio“ in die „Accademia dell’Arcadia“ in Rom aufgenommen, die sich im Geiste der Antike der Wiederbelebung und Pflege idyllischer Schäferpoesie widmet. Die Mitglieder dieses gebildeten Zirkels erstaunt Scarlatti durch sein Improvisationstalent im Dichten und Komponieren von Solokantaten.
- 00. September: Agostino Steffani wird zum Titularbischof von Pegae ernannt.
- Johann Sebastian Bach verfasst um 1706 die Kantate Nach dir, Herr, verlanget mich, eine seiner frühesten Kirchenkantaten.
- Im Laufe des Jahres begutachtet Bach auch die Orgel des Orgelbauers J. Albrecht in der Neue Kirche Arnstadt in Thüringen und nimmt sie ab.
- Louis-Antoine Dornel wird Nachfolger von François d’Agincour als Organist an der Kirche Sainte-Marie-Madeleine-en-la-Cité in Paris.
- Georg Friedrich Händel komponiert in Hamburg die Oper Florindo und Daphne, die aber solchen Umfang annimmt, dass sie in zwei Werke aufgeteilt werden muss: Der beglückte Florindo und Die verwandelte Daphne. Zur Uraufführung dieser Doppeloper (deren Musik größtenteils verschollen ist) findet erst Anfang 1708 am Theater am Gänsemarkt statt.

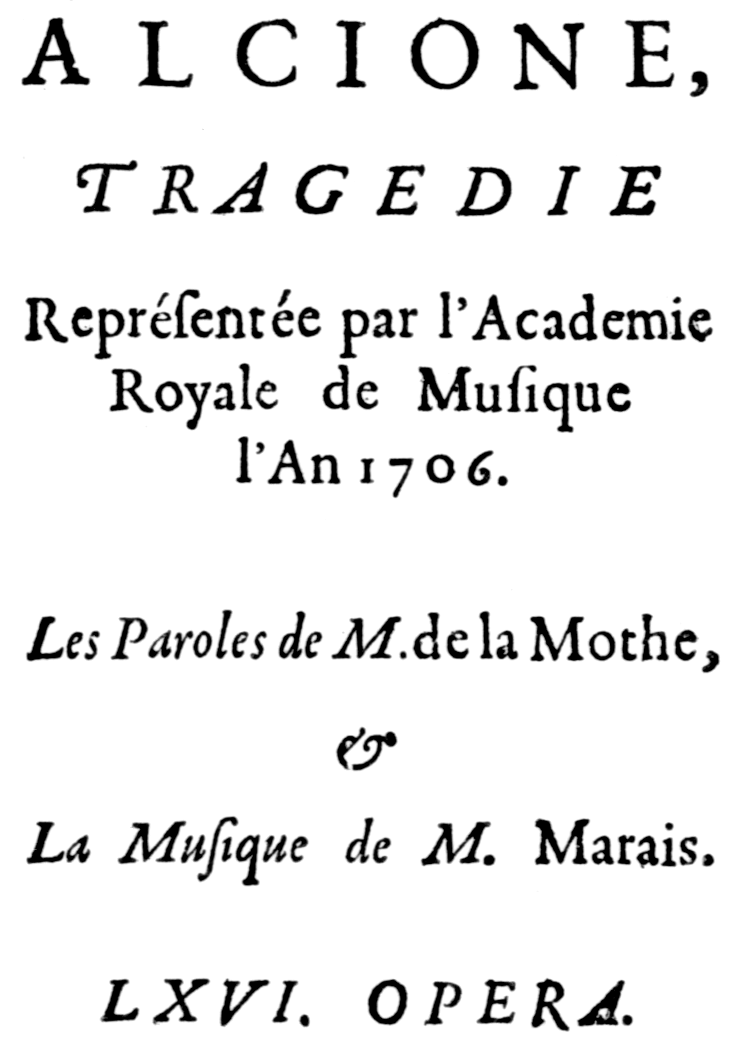
Marin Marais – Alcione – Titelseite des Librettos – Paris 1706

- Nachdem Händel schon mehrmals Angebote von adligen Mäzenen für eine Italienreise abgelehnt hat, darunter wahrscheinlich eines von Ferdinando de’ Medici, reist er im Sommer oder Herbst auf eigene Kosten nach Italien. Er lässt zwei Kisten mit Kompositionen zurück, die allerdings heute verloren sind.
- Nach mehreren Jahren am Kaiserhof in Wien ist der berühmte Sopranist Matteuccio seit Ende 1705 in Venedig, um in der Karnevalssaison am Teatro San Giovanni Grisostomo in Carlo Francesco Pollarolos Opern Flavio Bertarido, re de’ Longobardi,[1] und Filippo, re della Grecia[2] zu singen. Mit von der Partie ist auch die ebenfalls in kaiserlichen Diensten stehende Anna Maria Lisi, Ehefrau des kaiserlichen Hofkomponisten Carlo Agostino Badia.
- Nicola Antonio Porpora beendet seine Ausbildung am Conservatorio dei Poveri di Gesù Cristo in Neapel als Schüler von Gaetano Greco und Ottavio Campanile und tritt anschließend als Kapellmeister in die Dienste des Prinzen Philipp von Hessen-Darmstadt, des Kommandanten der kaiserlichen Truppen in Neapel.
- Jean-Philippe Rameau beendet seine Anstellung als Organist in Clermont, geht nach Paris und arbeitet dort eng mit Louis Marchand zusammen. Er wird Titularorganist mehrerer Pariser Kirchen und gibt seine erste Sammlung mit Cembalostücken 3 Livres de pièces de clavecin heraus. Zwei weitere dieser Sammlungen werden 1724 und 1726/27 folgen. (Tambourini)

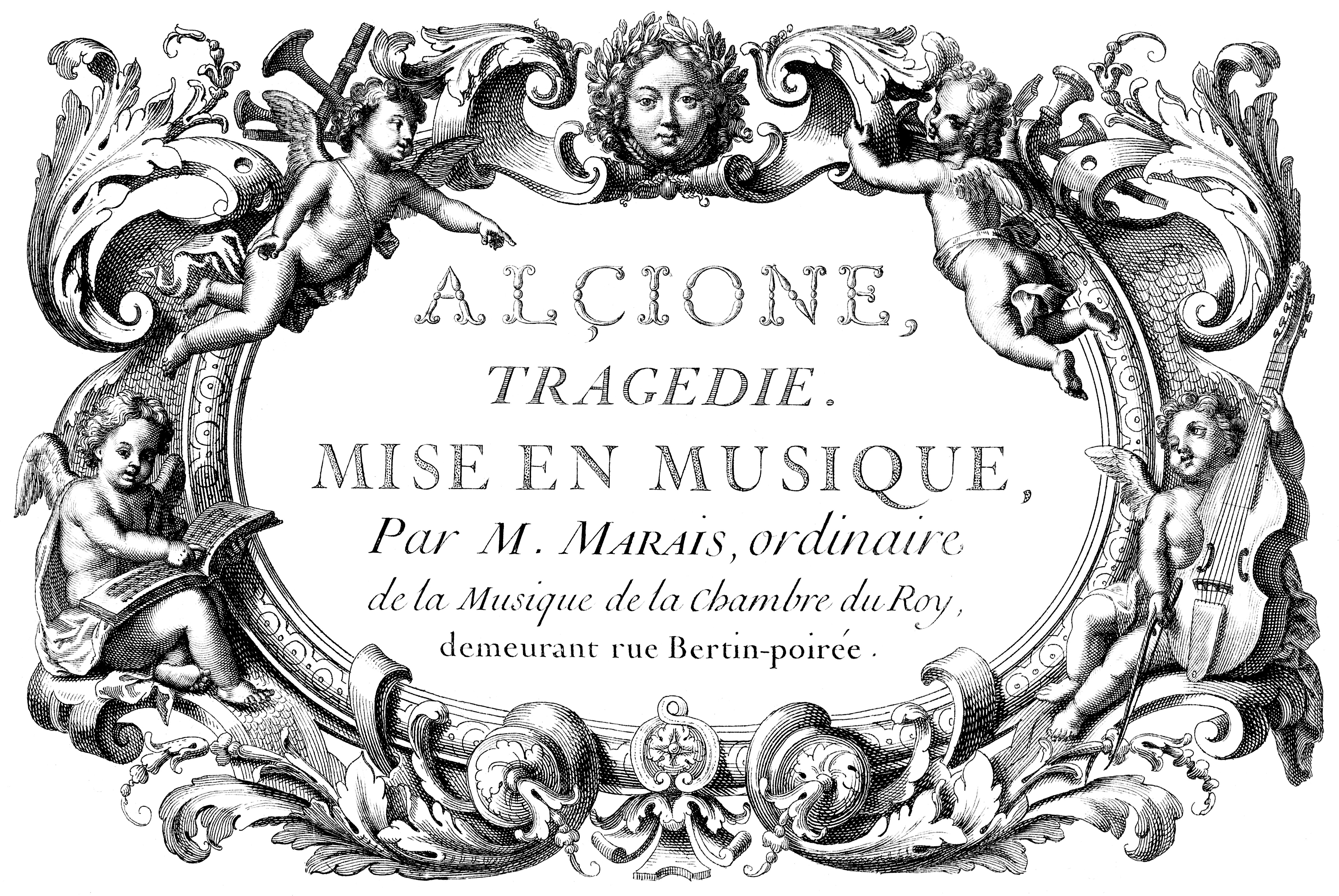
Marin Marais – Alcione – Titelseite der Partitur – Paris 1706

- Andreas Silbermann beendet sein Studium des französischen Orgelbaus beim Hoforgelbauer (Facteur d’orgues du Roy) François Thierry, einem Mitglied der bekannten französischen Orgelbauerfamilie Thierry, in Paris.
- Georg Philipp Telemann verlässt das vom Einmarsch der schwedischen Armee bedrohte Sorau und geht nach Eisenach, vermutlich auf eine Empfehlung des mit den sächsischen Herzogsfamilien verwandten Grafen Promnitz.

### Uraufführungen

#### Bühnenwerke

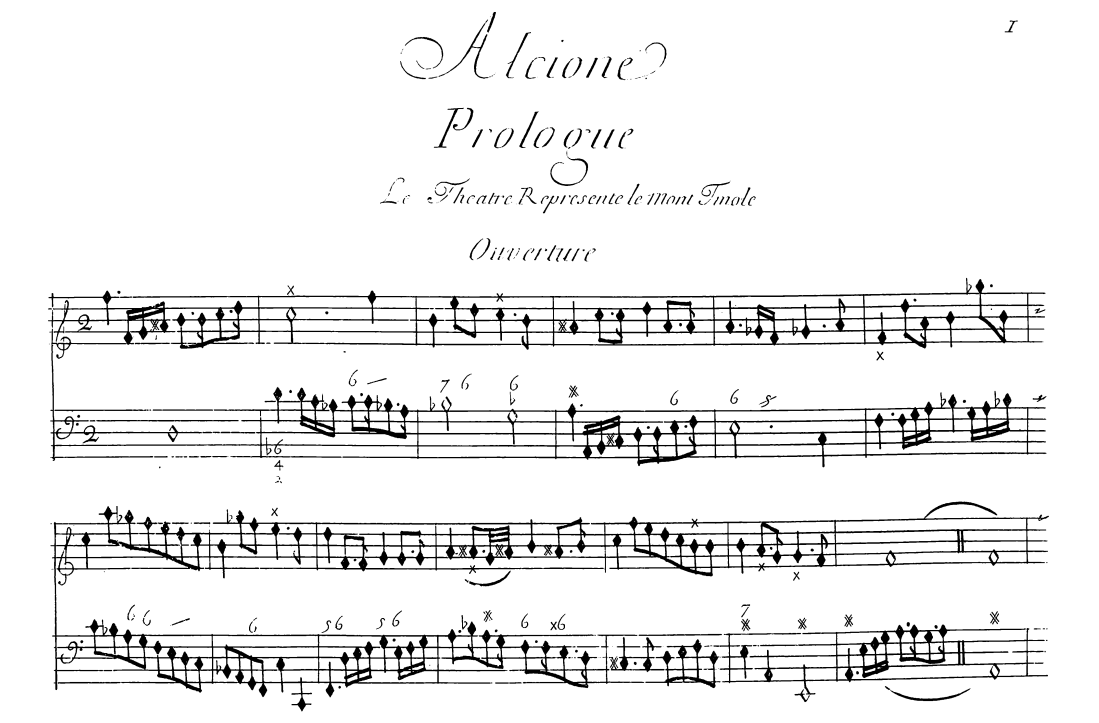
Marin Marais – Alcione – Ouvertüre

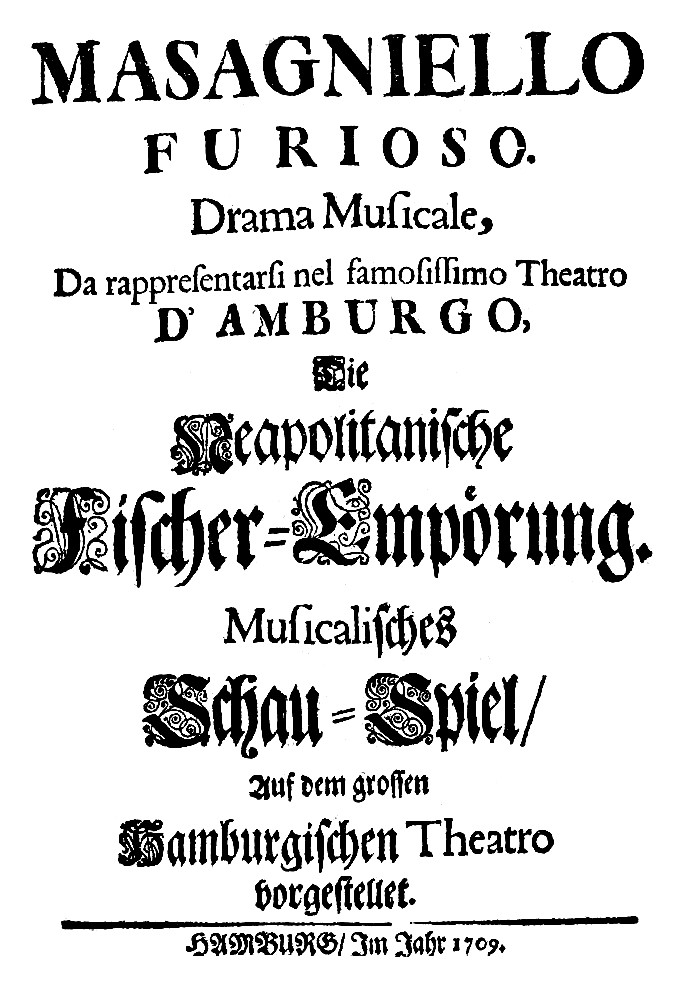
Reinhard Keiser – Masaniello furioso – Titelseite des Librettos

##### Oper
- 09. Januar: Uraufführung der Oper Teuzzone von Paolo Magni und Clemente Monari auf das Libretto von Apostolo Zeno im Teatro Regio Ducale in Mailand.
- ca. 16. Januar: Am venezianischen Teatro San Giovanni Grisostomo wird Carlo Francesco Pollarolos Oper Filippo, re della Grecia uraufgeführt, es singen u. a. der Sopranist Matteuccio, Anna Maria Lisi (die Ehefrau des kaiserlichen Komponisten Carlo Agostino Badia) und der Tenor Antonio Borosini.[3]
- 18. Februar: Die Uraufführung der Oper Alcione von Marin Marais nach dem Libretto von Antoine Houdar de la Motte nach der Alkyone-Erzählung im 11. Buch von Ovids Metamorphosen findet an der Grand Opéra Paris statt. Die Hauptrollen singen Françoise Journet (Alcione), M. Muraire (Céix) und Claude-Louis-Dominique de Chassé de Chinais (Pélée). Die Aufführung hat einen großen Erfolg.
- 06. Juli: Die Oper Endimione von Giovanni Bononcini, eine Favola per Musica, wird im Palazzo di Belfonte bei Wien uraufgeführt.
- 00. Juni: An der Oper am Gänsemarkt in Hamburg wird die Oper Die neapolitanische Fischer-Empörung oder Masaniello furioso von Reinhard Keiser auf das Libretto von Barthold Feind uraufgeführt.
- 11. Oktober: Zum Geburtstag Friedrichs IV. von Dänemark hat das Singspiel in drei Akten La Costanza Sforzata, die gezwungene Beständigkeit oder Die listige Rache des Sueno von Reinhard Keiser auf das Libretto von Barthold Feind Uraufführung.
- Im Laufe des Jahres haben drei weitere Opern von Reinhard Keiser Uraufführung:
  - La Fedeltà coronata oder Die gekrönte Treue (Singspiel in drei Akten auf das Libretto von Heinrich Hinsch; erste Oper auf der Hamburger Bühne mit italienischem Titel; enthält Arien der Almira aus dem Jahr 1704)
  - Il Genio d'Holsatia, Introduzione al Fuoco arteficiale (Prolog zu Almira auf das Libretto von Barthold Feind)
  - Der durchlauchtige Secretarius, oder Almira, Königin von Castilien (Singspiel in drei Akten auf das Libretto von Friedrich Christian Feustking; revidierte Fassung der Almira von 1704; noch 1708 wird die Arie Schürzgen mit dem Falbala auf den Straßen gesungen)
- Antonio Lotti – Sidonio (Dramma per musica in 5 Akten auf das Libretto von Pietro Pariati in Venedig)
- Francesco Mancini – Alessandro il Grande in Sidone (Dramma per Musica auf das Libretto von Aurelio Aureli in Neapel)
- Alessandro Scarlatti – Il Gran Tamerlano

### Instrumentalmusik
- Giuseppe Matteo Alberti – Sonate für 2 Violinen und B. c. (in: Corona di dodici fiori armonici, Bologna)

### Tastenmusik

#### Cembalo
- Jean-Philippe Rameau – Premier Livre de Pieces de Clavecin (1. Buch mit Cembalostücken)

#### Orgel
- Jean-Adam Guilain – Pièces d'orgue pour le Magnificat sur les huit tons différents de l'église (Orgelstücke in zwei Büchern; nur vier der acht Suiten sind heute überliefert)

### Vokalmusik

#### Geistlich
- Johann Sebastian Bach – Nach dir, Herr, verlanget mich (BWV 150, um 1706)
- Friedrich Nicolaus Bruhns – Johannespassion (früher Reinhard Keiser zugeschrieben)
- John Gostling – „Gostling Manuscript“ (eine Sammlung von 64 Anthems, davon 17 von Henry Purcell, 23 von John Blow, 3 von Matthew Locke, 4 von Pelham Humfrey, 4 von Jeremiah Clarke, 4 von William Turner, 1 von William Child, 1 von Henry Aldrich, 3 von Thomas Tudway und einige andere).

#### Weltlich
- Jeremiah Clarke – Geburtstagsode für Königin Anna

### Instrumentenbau
- Antonio Stradivari baut die heute unter dem Namen Dragonetti bekannte Violine.
- Arp Schnitger stellt in Berlin die Orgel in der Eosander-Kapelle in Schloss Charlottenburg fertig (1944 zerstört) und beginnt mit dem Bau der Orgel in der St.-Nikolai-Kirche in Spandau.
- Andreas Silbermann und sein Bruder Gottfried Silbermann stellen die heute nicht mehr erhaltene Orgel im Collegium Wilhelmitanum in Straßburg fertig.

## Geboren

### Geburtsdatum gesichert
- 06. April: Louis de Cahusac, französischer Dramenautor und Librettist († 1759)
- 24. April: Giovanni Battista Martini, italienischer Komponist und Musiktheoretiker († 1784)
- 29. Juli: Ulrich Heinrich Christoph Ruhe, deutscher Trompeter († 1787)
- 25. August: Johann Christian Pfennig, deutscher Orgelbauer († 1787)
- 20. September: Franz Johann Habermann, böhmischer Musiker und Komponist († 1783)
- 21. September: Jacob Wilhelm Lustig, niederländischer Komponist, Organist und Musiktheoretiker († 1791)
- 18. Oktober: Baldassare Galuppi, italienischer Komponist († 1785)
- 07. November: Carlo Cecere, italienischer Komponist († 1761)

### Genaues Geburtsdatum unbekannt
- Johann Gottfried Donati, deutscher Komponist und Organist († 1782)

## Gestorben

### Todesdatum gesichert
- 13. Januar: Johann Jacob Pagendarm, deutscher Kantor und Komponist (* 1647)
- 26. Januar: Guillaume Poitevin, französischer Serpentbläser, Kapellmeister und Komponist (* 1646)
- 03. März: Johann Pachelbel, deutscher Komponist (* 1653)
- 06. April: Christoph Egedacher, süddeutscher Orgelbauer (* 1641)
- 30. Juni: Jacques Boyvin, französischer Organist und Komponist (* um 1653)
- 14. August: Christoph Donat, sächsischer Orgelbauer (* 1625)
- 12. September: Eugenio Casparini, deutscher Orgelbauer (* 1623)
- vor dem 21. September: Andreas Christian Dedekind, deutscher Kantor und Komponist (* 1658)
- 26. Oktober: Andreas Werckmeister, deutscher Musiker und Musiktheoretiker (* 1645)
- 02. Dezember: Johann Georg Ahle, deutscher Komponist, Organist, Dichter und evangelischer Kirchenmusiker (* 1651)

### Genaues Todesdatum unbekannt
- Joan Barter, katalanischer Komponist, Organist und Kapellmeister (* 1648)
- Sebastiano Moratelli, italienischer Sänger und Komponist (* um 1640)